# Туркменские авиалинии
АООТ «Авиакомпания Туркменистан» (туркм. «Türkmenistan» awiakompaniýasy», англ. Turkmenistan Airlines) — флагманский перевозчик Туркменистана, выполняющий внутренние пассажирские и международные грузовые авиаперевозки. Штаб-квартира расположена в Ашхабаде. Согласно своим же официальным данным, является самой безопасной авиалинией в Азии. Базовый аэропорт авиакомпании — Международный аэропорт Ашхабад.

## Название
Ранее полностью название звучало как Государственная национальная служба «Туркменховайоллары» им. Великого Сапармурата Туркменбаши.

## История

### Советское время (1927 — 1990 гг.)
История гражданской авиации Туркменистана берёт своё начало с 1927 года, когда была открыта первая воздушная линия, связавшая Чарджоу с Ташаузом (через Турткуль и Ново-Ургенч). На этой воздушной трассе Чарджоуское авиапредприятие использовало четырёхместные пассажирские самолёты «Юнкерс» Ю-13, приобретённые в Германии, и самолёты К-4 советского производства. Всего было задействовано 8 самолётов.
В 1932 году гражданский воздушный флот Туркменской ССР пополнился новыми советскими пассажирскими самолётами. Это были шестиместные К-5 и двенадцатиместные АНТ-9. На их базе в том же 1932 году в Чарджоуском аэропорту было создано авиаподразделение, которое стало обслуживать авиалинию Чарджоу-Ташауз напрямую, без промежуточных аэродромов.
Первый аэропорт в Ашхабаде был построен в 1932 году, и в конце 1934 года в нём было сформировано два авиаподразделения: одно было укомплектовано самолётами По-2 (для применения в сельском хозяйстве), а другое состояло из самолётов ТБ-3 (для перевозки грузов). В частности, четырёхмоторные самолёты ТБ-3 летали в пустыню Каракумы и обслуживали серные рудники Дарвазы, доставляя рабочим продукты, воду, оборудование и вывозя комовую серу.
Самолёт Г-2 (АНТ-6), впервые применённый в Туркменистане, перевозил за один перелёт до пяти тонн груза. По объёму грузовых перевозок подразделение этих самолётов в 1938 году заняло первое место среди подразделений гражданской авиации — как СССР, так и всего мира.
В 1935 году была открыта новая воздушная линия Ашхабад—Ташауз, связавшая населённые пункты Дарган-Ата, Серный Завод, Дарваза, Ленинск, Куня-Ургенч, Ташауз.
В декабре 1935 года в Туркменистане было организовано Управление гражданского воздушного флота, протяжённость воздушных линий которого составила свыше 2-х тысяч километров. Тогда же, в Ташаузе и Красноводске появились лёгкие самолёты По-2, совершавшие полёты в самые отдалённые районы и посёлки республики.
В 1944 году авиапарк Туркменистана пополнился первыми самолётами Ли-2, на которых перевозили пассажиров и почту из Ашхабада в Москву через Баку, Астрахань и Волгоград.
С 1946 года на воздушных линиях СССР и Туркменистана (как республики, входившей тогда в состав СССР) начинают использоваться новые советские самолёты Ан-2, Як-12, Ил-12, Ил-14.
В сентябре 1956 года первые регулярные рейсы совершил первенец реактивной гражданской авиации — пассажирский самолёт Ту-104, а затем на авиалиниях республики появились самолёты Ан-24, Ил-18, Ту-114. Мощные лайнеры позволили связать Туркменистан воздушными линиями с крупнейшими административными и культурными центрами СССР, столицами союзных республик, курортными и другими городами.
С начала 50-х годов в народном хозяйстве республики широко применяются вертолёты. Авиация используется в сельском хозяйстве при обработке садов и виноградников, дефолиации хлопчатника.
К концу 60-х годов гражданская авиация в Туркменистане приобретает решающее значение в перевозках пассажиров на дальние расстояния, так как пассажировместимость и грузоподъёмность самолётного парка возросли, резко увеличилась коммерческая скорость авиатранспорта. Став массовым видом транспорта, гражданский воздушный флот обеспечивает высокие темпы роста перевозок. Если объёмы перевозок пассажиров железнодорожным транспортом республики в период с 1961 год по 1981 год увеличились примерно в 2,1 раза, автомобильным — в 3,4 раза, то воздушным — в 3,6 раза.
В 1981 году самолёты гражданской авиации Туркменистана обработали 1,36 млн га посевов сельскохозяйственных культур (против 0,2 млн га в 1960), их налёт по обслуживанию нужд народного хозяйства составил более 314 тысяч часов (против 36 тысяч часов в 1960 году).
В 1981 году общая протяжённость воздушных трасс союзного значения достигла 24,1 тысячи километров, а линий республиканского значения — 3,35 тысячи километров.
Гражданская авиация Туркменской ССР имела новейшие самолёты Ан-24, Ан-26, Як-40, Як-42, Ту-154 современную радиотехническую и радиолокационную аппаратуру, позволяющую принимать самолёты в любое время суток и при неблагоприятных метеорологических условиях. В результате оснащения аэропортов новыми средствами радионавигации повысились частота и регулярность полётов. Были построены новые и реконструированы аэровокзалы в Чарджоу, Ташаузе, Челекене, Бекдаше, Небит-Даге.

### Постсоветское время (1990 гг. — н.в.)

#### В 1990-х годах
«Туркменские авиалинии» были первой авиакомпанией на постсоветском пространстве, которые приобрели самолёт «Боинг 737-300» в 1992 году. В апреле 1993 года Туркменистан стала полноправным членом Международной организации гражданской авиации (ИКАО). Первый полёт на грузовом самолёте Ил-76 был выполнен 19 апреля 1993 года по маршруту Ашхабад-Брест-Ашхабад.

#### В 2000-х годах

Главное агентство воздушных сообщений в Ашхабаде(Снесён)

«Туркменские авиалинии» в 2000-х годах осуществили модернизацию своего флота западного производства. Было приобретено 7 самолётов серии Боинг 717 для выполнения рейсов по Туркменистану, первый из этих самолётов был представлен на выставке «МАКС-2001», так же было закуплено 6 Боингов 737 для международных рейсов.
14 мая 2009 года в Ашхабаде был открыт новый современный отель «Лачын» для транзитных авиапассажиров «Туркменских авиалиний», который рассчитан на 200 мест, построенного по заказу авиационного ведомства. Здание расположилось на Проспекте Нейтралитета, который соединяет центр города с международным аэропортом Ашхабада. Два 4-этажных корпуса гостиницы, объединённые вестибюлем, по своему внешнему облику напоминают распростёршего в полёте крылья туркменского сокола..

#### В 2010-х годах

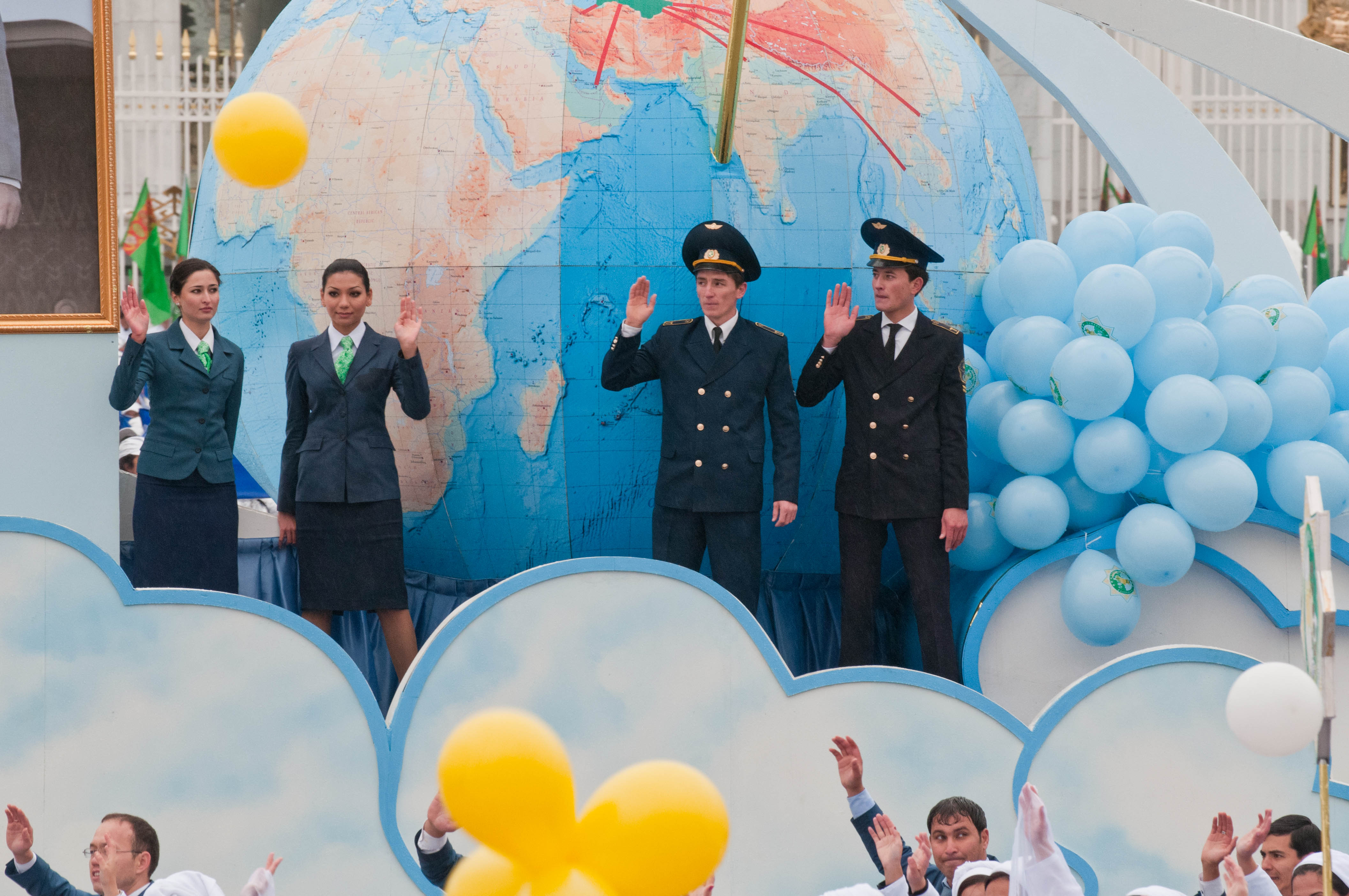
Работники «Туркменховайоллары» на параде в честь Дня Независимости

С февраля 2011 года, в Главном агентстве воздушных сообщений «Туркменховайоллары» действует порядок приобретения авиабилетов, который стал возможен благодаря внедрению комплекса программно-аппаратных средств. Теперь в залах, где реализуют авиабилеты на местные и международные рейсы, установлены терминалы с сенсорными экранами, информационные табло, а рабочие места кассиров оборудованы электронными номерами и пультами вызова посетителей. Электронная очередь — автоматизированная система, позволяющая избежать скопления людей и организовать порядок обслуживания и управление потоками посетителей.
В 2011 году «Туркменские авиалинии» внедрили электронную систему продажи билетов, бронирование авиабилета на рейс осуществляться стандартным образом, однако информация об авиаперелёте стали выдавать пассажиру не на бланке авиабилета, а в виде маршрутной квитанции. 1 июля 2011 года начали действовать электронные билеты на всех авиарейсах. Эта система работает во всех аэропортах, Главном агентстве воздушных сообщений в Ашхабаде, в агентствах областных центров, представительствах авиакомпании за рубежом и в других офисах продаж. Для обеспечения эффективного перехода к «безбумажному» обслуживанию пассажиров был заключён контракт с компанией SITA.
В середине января 2013 года был открыт регулярный грузовой рейс в Брно.

Касса продажи авиабилетов

В марте 2013 года открыт новый Центр воздушных сообщений «Туркменских авиалиний» по продаже авиабилетов. Трёхэтажное здание расположилось в южной части Ашхабада на улице Ататюрка дом 61. В здании разместились 30 авиакасс: 17 — по внутренним рейсам и 13 — по международным линиям.
С августа 2013 года открыт регулярный пассажирский рейс во Львов, с октября в Донецк, с декабря в Париж.

## Деятельность
Государственная авиакомпания ежедневно перевозит внутри страны более двух тысяч пассажиров. На международных авиалиниях ежегодно перевозятся 1,8 — 1,9 миллиона человек. По данным с 1991 года «Туркменские авиалинии» перевезли на международных и местных авиалиниях 30 миллионов пассажиров и около 400 тысяч тонн грузов и почты. Рентабельность авиаперевозок по итогам 2011 года составила 51 %. В 2011 году в развитие гражданской авиации Туркменистана было инвестировано 250 миллионов долларов США. Авиалинии перевозят ежемесячно 57,5 тысячи пассажиров по 15 международным направлениям и 90 тысяч пассажиров в месяц по внутренним маршрутам
Согласно правилам международной авиационной организации, экипажи самолётов регулярно проходят обязательную тренажёрную подготовку в Великобритании, США и Франции. Туркменские авиалинии имеют школу подготовки авиационного персонала, где готовят техников-механиков по обслуживанию двигателей и планера самолётов, радиоэлектронному оборудованию самолётов и наземных средств аэронавигации, специалистов ГСМ, электриков, бортпроводников. Ежегодно переучиваются на новые типы воздушных судов, и проходят курсы повышения квалификации более 800 авиаторов.
С 2012 года проводится работа по вступлению Туркменистана в Международную ассоциацию воздушного транспорта IATA.

### Деятельность в России
Авиакомпания осуществляет регулярные рейсы в Москву (аэропорт «Домодедово»), Санкт-Петербург (Аэропорт "Пулково")  и Казань.  Генеральное представительство ГНС «Туркменховайоллары» в Российской Федерации находится в Москве на пр. Вернадского, 29 в б/ц Лето.; (станция метро «Проспект Вернадского»).
С 2016 года в Российской Федерации назначен Генеральный Агент по продажам - компания ITM group (ООО "Ай Ти эМ-Север"), которая находится в Санкт-Петербурге.

### Бортовое издание
Полноцветный журнал «Лачин» стал первым продуктом формата «in flight» в Туркменистане. Журнал распространяется на борту, в залах для официальных делегаций, VIP-зонах аэропортов Туркменистана.

## Собственники и руководство
Авиакомпания принадлежит государству (в лице Авиапредприятия «Туркменистан»). Начальник службы «Туркменховайоллары» — Довран Сабуров.

## Флот
По состоянию на сентябрь 2016 года пассажирский авиапарк «Туркменховайоллары» составляет 22 самолёта, созданных американской авиастроительной компанией Boeing, и представлен пятью типами гражданских воздушных судов: Boeing 717—200, Boeing 737—700, Boeing 737—800, Boeing 757—200, Boeing 777-200LR и Boeing 777-300ER.
В составе авиакомпании — несколько транспортных самолётов «Ил-76», обеспечивающих грузовые перевозки, а также — вертолёты производства компаний «Сикорский» и «Аэроспасьяль».
На международных авиалиниях задействованы самолёты Boeing 757—200, Boeing 737—800 и Boeing 777-200LR. На местных авиалиниях курсируют самолёты  Boeing 737—700 и Boeing 737—800.
Самолёты в современной раскраске имеют надпись Turkmenistan на левой и правой сторонах фюзеляжа.

### История флота
В ноябре 1992 года Boeing 737—300 поступил в парк «Туркменских авиалиний».
В 1994 году авиакомпанией был приобретён Boeing 757 для обслуживания президента. Ещё два таких самолёта авиакомпания получила в 1996 году.
29 апреля 2009 года в Ашхабад прибыл новый Архивная копия от 5 августа 2017 на Wayback Machine самолёт Boeing 737—700, это первый самолёт данной модификации во флотилии «Туркменских авиалиний». В августе 2009 года был заключён контракт с американской авиастроительной компанией Boeing на закупку ещё трёх самолётов типа Boeing 737—700. Флотилия «Туркменских авиалиний» пополнилась ещё тремя авиалайнерами компании Boeing уже осенью.
Туркменистан приобрёл два российских вертолёта Ми-17-1Б Казанского завода. Контракт стоимостью более $22 млн предусматривал также поставку запчастей и расходных материалов.
В марте 2011 года «Туркменские авиалинии» заключили контракт с канадской компанией Bombardier на закупку регионального самолёта марки Challenger-870, самолёт станет первым воздушным судном подобного типа в пассажирском авиапарке Туркменистана.
Осенью 2011 года «Туркменские авиалинии» заключили контракт с компанией Boeing на закупку двух самолётов марки Boeing 777-200LR.
25 марта 2012 года в аэропорту Ашхабада приземлился купленный «Туркменскими авиалиниями» новый пассажирский авиалайнер Challenger-870.
В 2012 году авиакомпания «Туркменховайоллары» провела техническое обслуживание своих лайнеров Boeing 717—200.

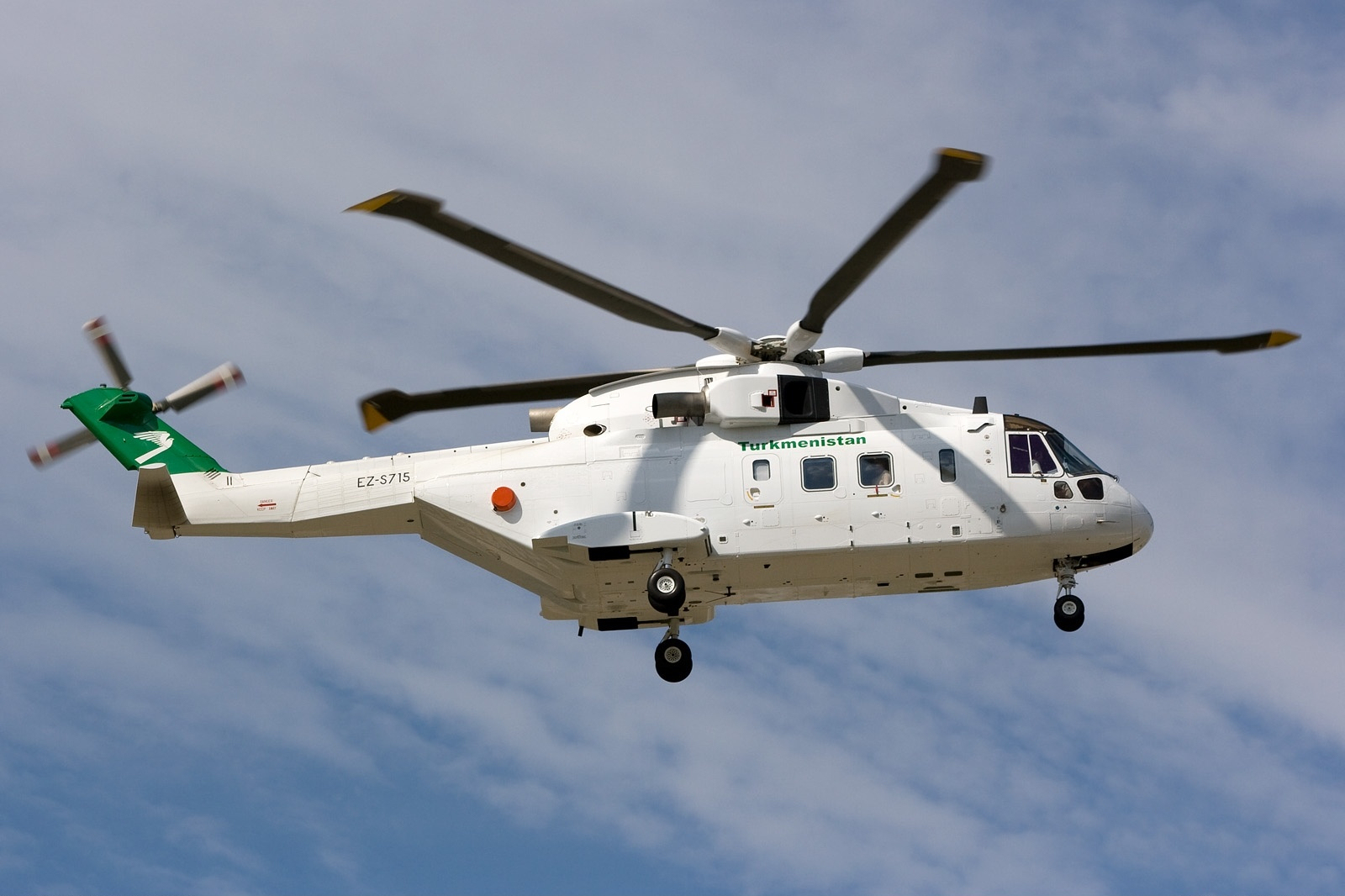
Вертолёт AgustaWestland AW101

8 мая 2013 года в аэропорт Ашхабада своим ходом был доставлен новый пассажирский авиалайнер Boeing 737—800 (c/n 39774). Полёт проходил по маршруту: Сиэтл (США) — Гус-Бей (Канада) — Бирмингем (Великобритания) — Ашхабад. Борт получил регистрационный номер EZ-A015.
Этот авиалайнер стал третьим Boeing 737—800 в парке авиакомпании «Туркменховайоллары». 3 июня 2013 года в аэропорту Ашхабада приземлился четвёртый авиалайнер Boeing 737—800, c регистрационным номером EZ-A016. 18 декабря прибыл пятый авиалайнер Boeing 737—800, c регистрационным номером EZ-A017. Так же в 2013 году пополнились вертолётные подразделения двумя вертолётами AgustaWestland AW101. Полностью был восстановлен парк самолётов АН-2.
В марте 2014 в аэропорт Ашхабада был доставлен пассажирский авиалайнер Boeing 777—200LR, став первой моделью данного типа в авиакомпании. В апреле 2014 года был подписан контракт с компанией Boeing на продажу трёх самолётов марки Boeing 737-300 и закупку трёх самолётов марки Boeing 737-800. 25 апреля в Ашхабад был доставлен второй Boeing 777—200LR. 17 сентября 2016 года во время церемонии открытия аэропорта Ашхабад в столице приземлился Boeing 737—800 (c/n 61573) с регистрационным номером EZ-A018. Он стал шестым Boeing 737—800 в парке авиакомпании «Туркменховайоллары». 4 августа 2016 объявлен тендер на продажу 7 самолётов типа Боинг 717-200 и авиационной техники, принадлежащей этим самолётам. 27 февраля 2017 флот пополнился самолётом Boeing 737—800 (c/n 61574) с регистрационным номером EZ-A019, а 28 июня - самолётом Boeing 737—800 (c\n 61575) с регистрационным номером EZ-A020. 23 июня 2021 года четвёртый Boeing 777—200LR пополнил парк воздушных судов туркменской авиации

### Ранее использовавшиеся самолёты

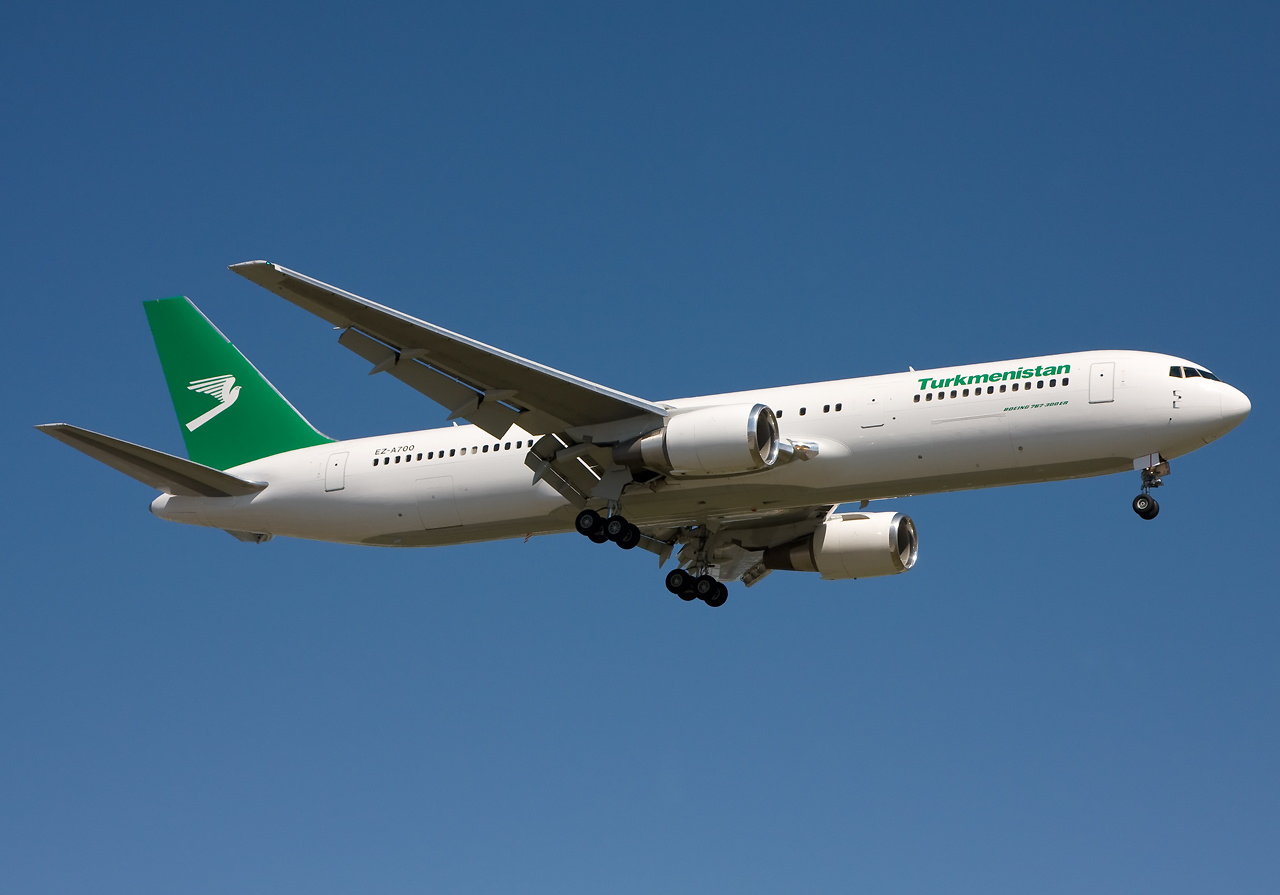
Boeing 767-300ER

Пассажирский флот:
- Ту-154
- Ан-24
- Ан-26
- Як-40
- Як-42
- Boeing 737—300

Флот специального назначения:
- Boeing 767-300ER

## Маршрутная сеть
По состоянию на января 2022 года авиакомпания «Туркменистан» выполняет прямые регулярные полёты в следующие города:
Авиакомпания выполняет грузовые регулярные рейсы по следующим направлениям:

## Отель «Лачин»
Отель «Лачин» Службы «Туркменховайоллары» был открыт в августе 2009 года.
Отель расположен в северо-восточной части города, в 5 минутах езды до центра города и в трёх километрах от Международного аэропорта  имени С. Туркменбаши города Ашхабада.
В отеле имеются 87 номеров, из них 59 стандартных двухместных номеров, 14 двухместных номеров люкс, 14 четырёхместных семейных номеров. Одновременно отель имеет возможность принимать 202 гостей.
В 2011 году отелю «Лачин» была присвоена категория три звезды. В отеле работает ресторан, где для гостей предлагается завтрак по системе "шведский стол".

## Инциденты с участием авиакомпании
Инцидент имел место 11 сентября 2007 года в городе Амритсар (северо-западная Индия, штат Пенджаб). Пассажирский самолёт Boeing 757, компании «Туркменские авиалинии», при взлёте задел здание аэропорта. Находившихся на борту пассажиров (ок. 200 чел.) и экипаж пришлось эвакуировать. Пострадавших не было. По данным предварительного расследования, вина лежит на сотрудниках наземной службы аэропорта.
3 июня 2011 года самолёт Санкт-Петербург — Ашхабад, который должен был вылететь в Туркменистан, вернулся обратно прямо со взлётной полосы, в самолёте, готовом ко взлёту, была обнаружена техническая неисправность, из-за чего вылет был отложен. Как сообщили пассажиры этого рейса, в левый двигатель самолёта попал посторонний предмет.
16 июля 2011 года, самолёт Boeing 757, рейс № 642 следовавший из Бангкока в Ашхабад, из-за технической неисправности обнаружившейся при взлёте, совершил вынужденную посадку. Благодаря мастерству пилотов никто из пассажиров рейса не пострадал.

## Критика
4 ноября 2010 года на заседании правительства Туркменистана президент Гурбангулы Бердымухамедов заявил что в последнее время:

«многие граждане выражают недовольство работой Государственной национальной службы „Туркменховайоллары“».

По словам главы государства, при оформлении авиабилетов пассажирам допускается множество правонарушений, не соблюдаются санитарные нормы в аэропортах, не отвечает требованиям качество услуг, оказываемых пассажирам, в том числе и предоставляемое на борту самолётов питание. И это лишь несколько примеров из большого перечня недостатков, выявленных в Государственной национальной службе «Туркменховайоллары», отметил глава государства.

## Направление и расписание рейсов
Расписание местных пассажирских авиарейсов с 01 августа 2023 года
| Направление           | Номер рейса | День вылета | Время вылета | Время прибытия |
| --------------------- | ----------- | ----------- | ------------ | -------------- |
| Ашхабад - Дашогуз     | T5-101      | каждый день | 06-00        | 06-50          |
| Ашхабад - Дашогуз     | T5-113      | 2,5         | 09-50        | 10-40          |
| Ашхабад - Дашогуз     | T5-103      | 4           | 09-50        | 10-40          |
| Ашхабад - Дашогуз     | T5-105      | 3,4         | 17-25        | 18-15          |
| Ашхабад - Дашогуз     | T5-109      | 7           | 17-25        | 18-15          |
| Ашхабад - Дашогуз     | T5-107      | 5,6         | 18-10        | 19-00          |
| Ашхабад - Дашогуз     | T5-111      | 2           | 19-00        | 19-50          |
| Ашхабад - Дашогуз     | T5-115      | 1           | 21-10        | 22-00          |
| Ашхабад - Дашогуз     | T5-117      | 1,3,6,7     | 22-20        | 23-10          |
| Ашхабад - Туркменабад | T5-171      | каждый день | 06-10        | 07-00          |
| Ашхабад - Туркменабад | T5-177      | 1,4         | 16-40        | 17-30          |
| Ашхабад - Туркменабад | T5-175      | 2,3,5,6,7   | 17-30        | 18-20          |
| Ашхабад - Туркменабад | T5-173      | 1,2,3,4,5,6 | 21-30        | 22-20          |
| Ашхабад - Туркменабад | T5-179      | 7           | 21-55        | 22-45          |
| Керки - Ашхабад       | T5-314      | 1,5,7       | 12-00        | 13-00          |
| Керки - Ашхабад       | T5-316      | 3,6         | 14-00        | 15-00          |